# Hatpipalya
Hatpipalya là một thị xã và là một nagar panchayat của quận Dewas thuộc bang Madhya Pradesh, Ấn Độ.

## Nhân khẩu
Theo điều tra dân số năm 2001 của Ấn Độ, Hatpipalya có dân số 15.937 người. Phái nam chiếm 52% tổng số dân và phái nữ chiếm 48%. Hatpipalya có tỷ lệ 59% biết đọc biết viết, thấp hơn tỷ lệ trung bình toàn quốc là 59,5%: tỷ lệ cho phái nam là 70%, và tỷ lệ cho phái nữ là 47%. Tại Hatpipalya, 16% dân số nhỏ hơn 6 tuổi.